# Мадонина (Анкона)
Мадонина је насеље у Италији у округу Анкона, региону Марке.
Према процени из 2011. у насељу је живело 63 становника. Насеље се налази на надморској висини од 153 м.